# Dean Wellins
Dean Wellins, né le 27 mars 1971 à Saragosse en Espagne, est un scénariste, animateur et compositeur qui travaille pour les studios Disney.

## Filmographie

### Scénariste
- 1997 : Pullet Surprise
- 2003 : Duck Dodgers
- 2009 : La Princesse et la Grenouille collaborateur au scénario
- 2010 : Raiponce collaborateur au scénario
- 2010 : Tick Tock Tale
- 2021 :  Raya et le Dernier Dragon histoire originale avec Adèle Lim, Don Hall, Kiel Murray, Paul Briggs, Carlos López Estrada, John Ripa et Qui Nguyen

### Réalisateur
- 2010 : Tick Tock Tale
- 2010 : Raiponce coréalisateur avec Glen Keane (avant d’être remplacés par Nathan Greno et Byron Howard)

### Acteur
- 2010 : Tick Tock Tale : Le Bobby

### Compositeur
- 1997 : The What a Cartoon Show (1 épisode)
- 1999 : Le Géant de fer (interprète Duck and Cover)
- 2001 : Land of Abusement
- 2003 : Terror Island (it)
- 2013 : Mister Super Juice

### Animateur
- 1994 : Richard au pays des livres magiques
- 1995 : Gargoyles
- 1997 : The What a Cartoon Show (1 épisode)
- 1997 : Pullet Surprise
- 1999 : Le Géant de fer
- 2001 : Osmosis Jones (responsable de Thrax)
- 2002 : La Planète au trésor, un nouvel univers (responsable de Jim Hawkins)
- 2004 : Fat Albert
- 2005 : Chicken Little
- 2008 : Volt, star malgré lui
- 2009 : La Princesse et la Grenouille (responsable du Dr Facilier)

### Storyboardeur
- 1997 : Le Géant de fer